# تابستان شاد
تابستان شاد نام برنامه تلویزیونی ۹۰ قسمتی است که از ابتدای تابستان ۱۳۸۹ روز آنتن شبکه ۲ سیما ایران رفت. منصور بنی هاشمی کارگردان این مجموعه تلویزیونی بوده و شش تدوینگر به صورت همزمان تدوین آن را بر عهده دارند که عبارتند از منصور بنی هاشمی، مجتبی فلاحی، علیرضا کریمی، مهیار اردکانی، شیدا شکری، و سرابی. این مجموعه تلویزیونی تصویربرداران{ وحید بصائری-احمد عسگریان زاده-مهدی عفتی-علی اسفندیاری-علی قدیانی} هر روز از شبکه دو سیما پخش می‌شد. این برنامه، کاری از گروه کودک و نوجوان شبکه دو سیماست.
آیتم‌های مختلفی مانند مسابقه آشپزی، قصه و تئاتر، خانه کوچک، موزیک ویدیو و غیره داشت.
- مسابقه آشپزی
- قصه و تئاتر
- موزیک ویدیو
- قصه‌های مذهبی (به عهده محمدرضا محمدی)
- کاردستی (به عهده آقای مهدیزاده)

سوسن کرامتی با بیان این که باید برنامه‌هایی برای کودکان ساخت، تا سرگرم شوند، گفت: البته تنها سرگرمی کافی نیست؛ باید با انجام تحقیقات، استفاده از کارشناسان و روان‌شناسان، برنامه‌هایی ساخت که کودکان هم سرگرم بشوند و هم چیزهایی یاد بگیرند و برای زندگی آینده آماده شوند. این تهیه‌کننده گفت: هدف ما در این برنامه در کنار سرگرمی و بازی، شعر و آواز و کلیپ، آموزش برخی از مطالب به شکل غیرمستقیم به بچه‌هاست.

## حضور در جشنواره ABU PRIZES و رادیو و تلویزیون کره جنوبی
تابستان شاد از میان ۱۶۶ برنامه تلویزیونی عضو اتحادیه رادیو و تلویزیون‌های آسیا ـ اقیانوسیه جزو ۵۰ نامزد بخش مسابقه و منتخبی از تولیدات رسانه ملی به منظور شرکت در مسابقه رادیو و تلویزیونی «ABU PRIZES 2012» راهی کره جنوبی بوده‌است.